# Beteiligte deutsche Schiffe des Unternehmens Weserübung
Dies ist eine Listenübersicht aller Schiffe, die auf Seiten der deutschen Kriegsmarine am Unternehmen Weserübung beteiligt waren.
Tiefer gehende Einsatzgeschichten und die entsprechenden Nachweise finden sich in den jeweiligen Artikeln zu den Schiffen.

## Kriegsschiffgruppen

### Norwegen

#### Kriegsschiffgruppe 1 Narvik
- Führer: Kapitän zur See und Kommodore Friedrich Bonte, als Führer der Zerstörer

| Schiffstyp | Schiffsname             | Bestimmungsort | Verbleib                       |
| ---------- | ----------------------- | -------------- | ------------------------------ |
| Zerstörer  | Z 21 Wilhelm Heidkamp   | Narvik         | 10. April 1940 versenkt        |
| Zerstörer  | Z 9 Wolfgang Zenker     |                | 13. April 1940 selbst versenkt |
| Zerstörer  | Z 11 Bernd von Arnim    |                | 13. April 1940 selbst versenkt |
| Zerstörer  | Z 22 Anton Schmitt      |                | 10. April 1940 versenkt        |
| Zerstörer  | Z 18 Hans Lüdemann      |                | 13. April 1940 selbst versenkt |
| Zerstörer  | Z 12 Erich Giese        |                | 13. April 1940 versenkt        |
| Zerstörer  | Z 13 Erich Koellner     |                | 13. April 1940 versenkt        |
| Zerstörer  | Z 17 Diether von Roeder |                | 13. April 1940 selbst versenkt |
| Zerstörer  | Z 2 Georg Thiele        |                | 13. April 1940 selbst versenkt |
| Zerstörer  | Z 19 Hermann Künne      |                | 13. April 1940 selbst versenkt |
| Zerstörer  | Z 4 Richard Beitzen     |                | Reserve                        |

#### Kriegsschiffgruppe 2 Trondheim
- Führer: Kapitän zur See Hellmuth Heye, Kommandant der Admiral Hipper

| Schiffstyp       | Schiffsname            | Bestimmungsort | Verbleib |
| ---------------- | ---------------------- | -------------- | -------- |
| Schwerer Kreuzer | Admiral Hipper         | Trondheim      |          |
| Zerstörer        | Z 5 Paul Jacobi        |                |          |
| Zerstörer        | Z 6 Theodor Riedel     |                |          |
| Zerstörer        | Z 8 Bruno Heinemann    |                |          |
| Zerstörer        | Z 16 Friedrich Eckoldt |                |          |

#### Kriegsschiffgruppe 3 Bergen und Stavanger
- Führer: Konteradmiral Hubert Schmundt, als Befehlshabers der Aufklärungsstreitkräfte

| Schiffstyp               | Schiffsname        | Bestimmungsort | Verbleib                                                      |
| ------------------------ | ------------------ | -------------- | ------------------------------------------------------------- |
| Leichter Kreuzer         | Köln               | Bergen         |                                                               |
| Leichter Kreuzer         | Königsberg         |                | Am 10. April 1940 versenkt                                    |
| Artillerieschulschiff    | Bremse             |                |                                                               |
| Torpedoboot              | Leopard            |                | 30. April 1940 nach Kollision gesunken                        |
| Torpedoboot              | Wolf               |                | 8.04.1941 nach Minentreffer vor Dover gesunken                |
| Schnellbootbegleitschiff | Carl Peters        |                |                                                               |
| Schnellboot              | S 19               |                | Kollision mit S 21/ schwer beschädigt                         |
| Schnellboot              | S 21               |                | 21. Juni 1940 bei Boulogne nach Minentreffer gesunken         |
| Schnellboot              | S 22               |                |                                                               |
| Schnellboot              | S 23               |                |                                                               |
| Schnellboot              | S 24               |                |                                                               |
| Hilfsschiff (FD)         | Schiff 9 Koblenz   |                | 11. April 1940 durch den norwegischen Minenleger Tyr versenkt |
| Hilfsschiff (FD)         | Schiff 18 Alteland |                |                                                               |

#### Kriegsschiffgruppe 4 Kristiansand
- Führer: Kapitän zur See Friedrich Rieve, als Kommandant der Karlsruhe

| Schiffstyp               | Schiffsname | Bestimmungsort | Verbleib                                                                     |
| ------------------------ | ----------- | -------------- | ---------------------------------------------------------------------------- |
| Leichter Kreuzer         | Karlsruhe   | Kristiansand   | 9. April 1940 selbst versenkt                                                |
| Torpedoboot              | Luchs       |                | 26. April 1940 auf dem Weg Trondheim—Kiel durch brit. U-Boot Thames versenkt |
| Torpedoboot              | Greif       | Arendal        |                                                                              |
| Torpedoboot              | Seeadler    | Kristiansand   |                                                                              |
| Schnellbootbegleitschiff | Tsingtau    |                |                                                                              |
| Schnellboot              | S 7         |                |                                                                              |
| Schnellboot              | S 8         |                |                                                                              |
| Schnellboot              | S 17        |                |                                                                              |
| Schnellboot              | S 30        |                |                                                                              |
| Schnellboot              | S 31        |                |                                                                              |
| Schnellboot              | S 32        |                |                                                                              |
| Schnellboot              | S 33        |                |                                                                              |

#### Kriegsschiffgruppe 5 Oslo
- Führer: Konteradmiral Oskar Kummetz

| Schiffstyp            | Schiffsname | Bestimmungsort | Verbleib                       |
| --------------------- | ----------- | -------------- | ------------------------------ |
| Schwerer Kreuzer      | Blücher     | Oslo           | 9. April 1940 versenkt         |
| Schwerer Kreuzer      | Lützow      |                |                                |
| Leichter Kreuzer      | Emden       |                |                                |
| Torpedoboot           | Albatros    |                | 10. April 1940 versenkt        |
| Torpedoboot           | Kondor      |                |                                |
| Torpedoboot           | Möwe        |                |                                |
| 1. Räumbootsflottille | R 17 – R 24 |                | R 17 am 9. April 1940 versenkt |
| Walfangschiff         | Rau 7       |                |                                |
| Walfangschiff         | Rau 8       |                |                                |

#### Kriegsschiffgruppe 6 Egersund
- Führer: Korvettenkapitän Kurt Thoma, als Kommandeur der 2. Minensuchflottille

| Schiffstyp    | Schiffsname | Bestimmungsort | Verbleib |
| ------------- | ----------- | -------------- | -------- |
| Minensuchboot | M 1         | Egersund       |          |
| Minensuchboot | M 2         |                |          |
| Minensuchboot | M 9         |                |          |
| Minensuchboot | M 13        |                |          |

### Dänemark

#### Kriegsschiffgruppe 7 Nyborg / Korsör
- Führer: Kapitän zur See Gustav Kleikamp, als Kommandant der Schleswig-Holstein

| Schiffstyp                               | Schiffsname                                   | Bestimmungsort | Verbleib                                                 |
| ---------------------------------------- | --------------------------------------------- | -------------- | -------------------------------------------------------- |
| Linienschiff                             | Schleswig-Holstein                            | Nyborg, Korsör |                                                          |
| Versuchsboot                             | Claus von Bevern                              |                |                                                          |
| Versuchsboot                             | Nautilus                                      |                |                                                          |
| Versuchsboot                             | Pelikan                                       |                |                                                          |
| Transporter                              | Campinas                                      |                | 10. April 1940 bei Kopenhagen nach Minentreffer gesunken |
| Transporter                              | Cordoba                                       |                |                                                          |
| 2 Schlepper                              | Föhn, Taifun                                  |                |                                                          |
| 6 Fischdampfer der B.S.O.-Schulflottille | Hugin, Hagen, Hildebrand, Munin, Odin, Volker |                |                                                          |

#### Kriegsschiffgruppe 8 Kopenhagen
- Führer: Korvettenkapitän Wilhelm Schroeder, als Kommandant der Hansestadt Danzig

| Schiffstyp             | Schiffsname       | Bestimmungsort | Verbleib |
| ---------------------- | ----------------- | -------------- | -------- |
| Minenschiff            | Hansestadt Danzig | Kopenhagen     |          |
| Eisbrecher             | Stettin           |                |          |
| 13. Vorpostenflottille |                   |                |          |

#### Kriegsschiffgruppe 9 Middelfart
- Führer: Kapitän zur See z. V. Helmut Leißner, als Führer der Vorpostenboote Ost

| Schiffstyp                 | Schiffsname | Bestimmungsort         | Verbleib |
| -------------------------- | ----------- | ---------------------- | -------- |
| Transporter                | Rugard      | Middelfart, Beltbrücke |          |
| Minensuchboot              | M 157       |                        |          |
| Minensuchboot/Versuchsboot | Otto Braun  |                        |          |
| Minensuchboot/Versuchsboot | Arkona      |                        |          |
| Räumboot                   | R 6         |                        |          |
| Räumboot                   | R 7         |                        |          |
| Vorpostenboot              | V 102       |                        |          |
| Vorpostenboot              | V 103       |                        |          |
| U-Boot-Jäger               | UJ 172      |                        |          |
| Marineschlepper            | Passat      |                        |          |
| Marineschlepper            | Monsun      |                        |          |

#### Kriegsschiffgruppe 10 Esbjerg
- Führer: Kommodore Friedrich Ruge, als Führer der Minensuchboote West

| Schiffstyp     | Schiffsname           | Bestimmungsort  | Verbleib |
| -------------- | --------------------- | --------------- | -------- |
| Minensuchboot  | M 4                   | Esbjerg, Nordby |          |
| Minensuchboot  | M 20                  |                 |          |
| Minensuchboot  | M 84                  |                 |          |
| Minensuchboot  | M 102                 |                 |          |
| Räumboote      | 2. Räumbootsflottille |                 |          |
| 2 Fischdampfer |                       |                 |          |

#### Kriegsschiffgruppe 11 Limfjord
- Führer: Korvettenkapitän Walter Berger, als Chef der 4. Minensuchflottille

| Schiffstyp    | Schiffsname     | Bestimmungsort       | Verbleib                                                     |
| ------------- | --------------- | -------------------- | ------------------------------------------------------------ |
| Minensuchboot | M 61            | Thyborøn am Limfjord | n. Hoek van Holland, Minensperre                             |
| Minensuchboot | M 89            |                      | n. Hoek van Holland, Minensperre                             |
| Minensuchboot | M 110           |                      |                                                              |
| Minensuchboot | M 111           |                      |                                                              |
| Minensuchboot | M 134           |                      |                                                              |
| Minensuchboot | M 136           |                      | n. Hoek van Holland, Minensperre                             |
| Begleitschiff | Von der Groeben |                      | 15. Juni 1944 durch brit. Fliegerbomben in Boulogne versenkt |
| Räumboot      | R 33            |                      | gesunken in Jalta, russ. Luftangriff                         |
| Räumboot      | R 34            |                      | versenkt durch Flugzeuge bei Milos, Ägäis                    |
| Räumboot      | R 35            |                      | selbstversenkt in Varna, Bulgarien                           |
| Räumboot      | R 36            |                      |                                                              |
| Räumboot      | R 37            |                      | selbstversenkt in Varna, Bulgarien                           |
| Räumboot      | R 38            |                      | nach Minentreffer b. Paros in der Ägäis gesunken             |
| Räumboot      | R 39            |                      | in Ercole-Hafen durch Fliegerbomben versenkt                 |
| Räumboot      | R 40            |                      |                                                              |

## U-Boot-Gruppen
- Führung direkt durch den Befehlshaber der U-Boote, Konteradmiral Karl Dönitz

| U-Boot-Gruppe | Schiffsname                  | Bestimmungsort   | Verbleib |
| ------------- | ---------------------------- | ---------------- | --- |
| 1             | U 25, U 46, U 51, U 64, U 65 | Westfjord        | U 25 b. Terschelling durch brit. Minensperre gesunken; U 46 selbstversenkt 1945 in der Kupfermühlenbucht; U 51 durch brit. U-Boot Cachalot in der Biskaya versenkt, U 65 am Geleitzug HX 121 durch brit. Gladiolus |
| 2             | U 30, U 34                   | Trondheim        | U 30 selbstversenkt 1945 in der Flensburger Förde; U 34 gesunken bei Kollision mit Tender Lech bei Memel |
| 3             | U 9, U 14, U 56, U 60, U 62  | Bergen           | U 9 in Konstanza 1944 durch russ. Luftangriff; U 14 und U 60 selbstversenkt 1945 in WHV, U 56 versenkt in Kiel 1945 durch Fliegerbombe                                                                             |
| 4             | U 1, U 4                     | Stavanger        | U 4 selbstversenkt in Gotenhafen 1945 |
| 5             | U 47, U 48, U 49, U 50, U 52 | östlich Shetland | U 47 am 08.03.1941 am Geleitzug OB 293 durch eigenen Torpedokreisläufer; U 48 und U 52 selbstversenkt 1945 |
| 6             | U 13, U 19, U 57, U 58, U 59 | Pentland-Firth   | U 13 durch brit. Weston am Geleitzug FN 184 versenkt; U 19 an türkischer Küste 1944 selbstversenkt; U 57, U 58 und U 59 in Kiel 1945 selbstversenkt.                                                               |
| 8             | U 2, U 3, U 5, U 6           | Lindesnes        | |
| 9             | U 7, U 10                    | Shetland-Orkney  | |

U 4 versenkte am 10. April 1940 das britische U-Boot Thistle, U 13 versenkte 2 Transporter mit 9857 BRT, U 59 ein Schiff mit 2118 BRT, U 37 drei Schiffe mit 18715 BRT.
Die Deutsche Kriegsmarine verlor folgende U-Boote: U 1 und U 50, die in das das von den britischen Zerstörern Express, Esk, Icarus und Ivanhoe ausgelegte Minenfeld Field No. 7 gerieten. U 64 wurde am 13. April 1940 von einem Flugzeug des Schlachtschiffes Warspite vor Narvik versenkt, U 49 am 15. April 1940 vom Zerstörer Fearless vor dem Vågsfjord, dabei wurden Dokumente und eine Marinequadratkarte erbeutet.

## Seetransportgruppen

### Tanker-Staffel
| Schiffstyp | Schiffsname | BRT   | Bestimmungsort | Verbleib                                           | Bemerkungen                   |
| ---------- | ----------- | ----- | -------------- | -------------------------------------------------- | ----------------------------- |
| Tanker     | Skagerrak   | 6044  | Oslo           | 14. April 1940 Selbstversenkung                    | vor Suffolk                   |
| Tanker     | Kattegat    | 6031  | Narvik         | vor Bodø auf Grund, stationär nutzbar              | Küstenwachschiff Nordkapp (N) |
| Tanker     | Jan Wellem  | 11766 | Narvik         |                                                    |                               |
| Tanker     | Moonsund    | 322   | Trondheim      | 12. April 1940 im Skagerrak durch Snapper versenkt |                               |
| Tanker     | Senator     | 845   | Oslo           |                                                    |                               |
| Tanker     | Belt        | 322   | Bergen         | in Oslo geblieben                                  | 1945 in Brunsbüttel           |
| Tanker     | Stedingen   | 8036  | Stavanger      | versenkt                                           | Trident                       |
| Tanker     | Dollart     | 535   | Stavanger      |                                                    | 1945 in Cuxhaven              |

- der Tanker Euroland und Friedrich Breme fuhren mit der 3. Seetransportstaffel von Kiel nach Oslo

### Ausfuhr-Staffel
| Schiffstyp | Schiffsname | BRT  | Bestimmungsort | Verbleib                                                                | Bemerkungen                          |
| ---------- | ----------- | ---- | -------------- | ----------------------------------------------------------------------- | ------------------------------------ |
| Frachter   | Bärenfels   | 7569 | Narvik         | 14.04. durch Blackburn Skua in Bergen versenkt 10.41 wiederhergestellt, | 14.04.1944 erneut in Bergen versenkt |
| Frachter   | Rauenfels   | 8460 | Narvik         | 10. April 1940 im Ofotfjord auf Strand gesetzt und dann versenkt        | Havock                               |
| Frachter   | Alster      | 8514 | Narvik         | 11. April 1940 im Vestford aufgebracht                                  | HMS Icarus                           |
| Frachter   | Sao Paulo   | 4997 | Trondheim      | 10. April 1940 vor Bergen auf Minensperre gelaufen                      | Minenleger Tyr (N)                   |
| Frachter   | Levante     | 4769 | Trondheim      | einziges Schiff, das das Ziel erreicht                                  | 1945 in Oslo                         |
| Frachter   | Main        | 7624 | Trondheim      | 9. April 1940 versenkt bei Haugesund                                    | Torpedoboot Draug (N)                |
| Frachter   | Roda        | 6780 | Stavanger      | 9. April 1940 versenkt vor Stavanger                                    | Zerstörer Aegir (N)                  |

### 1. Seetransportstaffel
- in 4. Geleitgruppen für vier Bestimmungsorte von Stettin aus
- Transport von 3.900 Soldaten, 742 Pferde, 942 Fahrzeuge und 4 Panzerwagen[1]

| Schiffstyp | Schiffsname      | BRT  | Bestimmungsort | Verbleib                                                 | Bemerkungen           |
| ---------- | ---------------- | ---- | -------------- | -------------------------------------------------------- | --------------------- |
| Frachter   | Ionia            | 3102 | Oslo           | 11. April 1940 vor Oslofjord durch Triad versenkt        |                       |
| Frachter   | Neidenfels       | 7838 | Oslo           | 1945 Eckernförde                                         | an UdSSR              |
| Frachter   | Antares          | 2593 | Oslo           | 10. April 1940 im Skagerrak torpediert u. gesunken       | Sunfish               |
| Frachter   | Muansa           | 5408 | Oslo           | 1943 versenkt im Kongsfjord                              | U-Boot L-20 (SU)      |
| Frachter   | Itauri           | 6838 | Oslo           | 1944 b. Bodø versenkt                                    | britische Flugzeuge   |
| Frachter   | Wiegand          | 5900 | Kristiansand   |                                                          |                       |
| Frachter   | Westsee          | 5900 | Kristiansand   | gesunken v. Petsamo                                      | russ. Minensperre     |
| Frachter   | Kreta            | 2359 | Kristiansand   | 1945 auf der Schlei                                      | an UdSSR ausgeliefert |
| Frachter   | August Leonhardt | 1593 | Kristiansand   | 11. April 1940 auf Rückmarsch durch die Sealion versenkt |                       |
| Frachter   | Tübingen         | 5453 | Stavanger      | 1945 versenkt                                            |                       |
| Frachter   | Tijuka           | 5918 | Stavanger      |                                                          |                       |
| Frachter   | Mendoza          | 5193 | Stavanger      | 2 mal versenkt (Hamburg, Pillau)                         | Luftangriffe          |
| Frachter   | Marie Leonhardt  | 2600 | Bergen         | 2 mal versenkt (Hamburg, Maaloy)                         | Luftangriffe          |
| Frachter   | Curityba         | 4932 | Bergen         | 1942 im Varangerfjord versenkt                           | U-Boot                |
| Frachter   | Rio de Janeiro   | 5261 | Bergen         | 9. April 1940 vor Lillesand versenkt                     | U-Boot Orzeł (PL)     |

### 2. Seetransportstaffel
- von Gotenhafen und Königsberg auslaufend
- Transport von 8.449 Soldaten, 742 Pferde, 942 Fahrzeuge und 4 Panzerwagen[1]
- Sicherung durch sechs ehemalige Walfangboote der 15. Vorpostenflottille (V 1501, V 1505, V 1506, V 1507 (am 10. April 1940 durch das britische U-Boot Triton versenkt), V 1508 und V 1509), sieben Boote der Torpedo-Schulflottille (Korvettenkapitän Teichmann) und vier ehemalige Walfangboote der 13. U-Jagd-Gruppe (UJ G, UJ H, UJ J und UJ K)[1]

| Schiffstyp | Schiffsname | BRT  | Bestimmungsort | Verbleib                                                   | Bemerkungen           |
| ---------- | ----------- | ---- | -------------- | ---------------------------------------------------------- | --------------------- |
| Frachter   | Hanau       | 5852 | Oslo           | 1944 nach Minentreffer gesunken                            | Kieler Bucht          |
| Frachter   | Wandsbek    | 2388 | Oslo           | 21. Juli 1941 in Narvik versenkt, 1943 gehoben & repariert | 1946 an UdSSR         |
| Frachter   | Kellerwald  | 5032 | Oslo           | 1942 gesunken nach Minentreffer                            | Nordsee               |
| Frachter   | Rosario     | 6079 | Oslo           | in Hamburg                                                 | 1956 versenkt         |
| Frachter   | Wolfram     | 3648 | Oslo           | 1942 gesunken                                              |                       |
| Frachter   | Wigbert     | 3648 | Oslo           | 10. April 1940 im Kattegat durch U-Boot Triton versenkt    |                       |
| Frachter   | Friedenau   | 5219 | Oslo           | 10. April 1940 im Kattegat durch U-Boot Triton versenkt    |                       |
| Frachter   | Hamm        | 5874 | Oslo           | 19. April 1940 auf Rückmarsch durch Seawolf versenkt       |                       |
| Frachter   | Tucuman     | 4621 | Oslo           | 1945 in Kiel versenkt                                      | RAF-Luftangriff       |
| Frachter   | Espana      | 7465 | Oslo           | 1945 Sandefjord                                            | an UdSSR ausgeliefert |
| Frachter   | Scharhörn   | 2643 | Oslo           | 1945 in Porsgrunn schwer beschädigt                        | RAF-Luftangriff       |

### 3. Seetransportstaffel
zwischen 7. und 10. April 1940
- in 2. Geleitgruppen für zwei Bestimmungsorte von Kiel aus

| Schiffstyp | Schiffsname  | BRT  | Bestimmungsort | Verbleib | Bemerkungen |
| ---------- | ------------ | ---- | -------------- | --- | ----------- |
| Frachter   | Campinas     | 4541 | Nyberg         | 10. April 1940 bei Kopenhagen nach Minentreffer gesunken.                                                                                                |             |
| Frachter   | Cordoba      | 4611 | Nyberg         | 11. September 1940 vor Le Havre durch einen Minentreffer beschädigt und später gesunken.                                                                 |             |
| Frachter   | Buenos Aires | 6097 | Korsör         | 1. Mai 1940 südöstlich Skagen torpediert/versenkt. | Narwhal     |
| Frachter   | Entrerios    | 5179 | Korsör         | 14. Januar 1944 Auf Reise von Narvik nach Emden Lister/Farsund durch 2 Lufttorpedos der britischen Special Anti Shipping Squadrons 144 und 404 versenkt. |             |
| Frachter   | Leuna        | 6856 | Korsör         | 1969–1970 Abbruch in Danzig. |             |

zwischen 13. und 15. April 1940
- fünf Gruppen mit 12 Schiffen und der 181. Infanterie-Division von Kiel-Holtenau nach Oslo aus

Gruppe 1:
| Schiffstyp | Schiffsname   | BRT  | Bestimmungsort | Verbleib                                         | Bemerkungen |
| ---------- | ------------- | ---- | -------------- | ------------------------------------------------ | ----------- |
| Frachter   | Moltekefels   | 7862 | Oslo           |                                                  |             |
| Frachter   | Porto Allegre | 6105 | Oslo           |                                                  |             |
| Frachter   | Florida       | 6150 | Oslo           | 14. April 1940 vor Skagen durch Snapper versenkt |             |

Gruppe 2:
| Schiffstyp | Schiffsname     | BRT    | Bestimmungsort | Verbleib | Bemerkungen                              |
| ---------- | --------------- | ------ | -------------- | -------- | ---------------------------------------- |
| Frachter   | Belgrano        | 6095   | Oslo           |          |                                          |
| Frachter   | Köln            | 7881   | Oslo           |          |                                          |
| Tanker     | Friedrich Breme | 10.397 | Oslo           |          | mit Flugbenzin für die Luftwaffe beladen |

Gruppe 3:
| Schiffstyp | Schiffsname | BRT  | Bestimmungsort | Verbleib                                                                   | Bemerkungen |
| ---------- | ----------- | ---- | -------------- | -------------------------------------------------------------------------- | ----------- |
| Frachter   | Urundi      | 5791 | Oslo           | am 9. April 1940 auf Grund gelaufen, erreichte Oslo erst am 28. April 1940 |             |
| Frachter   | Utlandshörn | 2642 | Oslo           |                                                                            |             |

Gruppe 4:
| Schiffstyp | Schiffsname    | BRT  | Bestimmungsort | Verbleib                                    | Bemerkungen |
| ---------- | -------------- | ---- | -------------- | ------------------------------------------- | ----------- |
| Frachter   | Bahia Castillo | 8580 | Oslo           | 1. August 1940 durch HMS Narwhal torpediert |             |
| Frachter   | Dessau         | 5933 | Oslo           |                                             |             |
| Dampfer    | Pernambuco     | 4121 | Oslo           |                                             |             |

Gruppe 5:
| Schiffstyp | Schiffsname | BRT  | Bestimmungsort | Verbleib                | Bemerkungen                         |
| ---------- | ----------- | ---- | -------------- | ----------------------- | ----------------------------------- |
| Frachter   | Hohenhörn   | 2997 | Oslo           |                         |                                     |
| Frachter   | Euroland    | 869  | Oslo           | 1944 gesunken in Bergen | durch Sabotage                      |
| Frachter   | Anna Rehder | 725  | Oslo           |                         | wurden nach Fredrikshavn umgeleitet |
| Frachter   | Neufundland | 394  | Oslo           |                         | wurden nach Fredrikshavn umgeleitet |